# Atrichopogon sachalinensis
Atrichopogon sachalinensis är en tvåvingeart som beskrevs av Remm 1993. Atrichopogon sachalinensis ingår i släktet Atrichopogon och familjen svidknott. Inga underarter finns listade i Catalogue of Life.